# Guido Crosetto

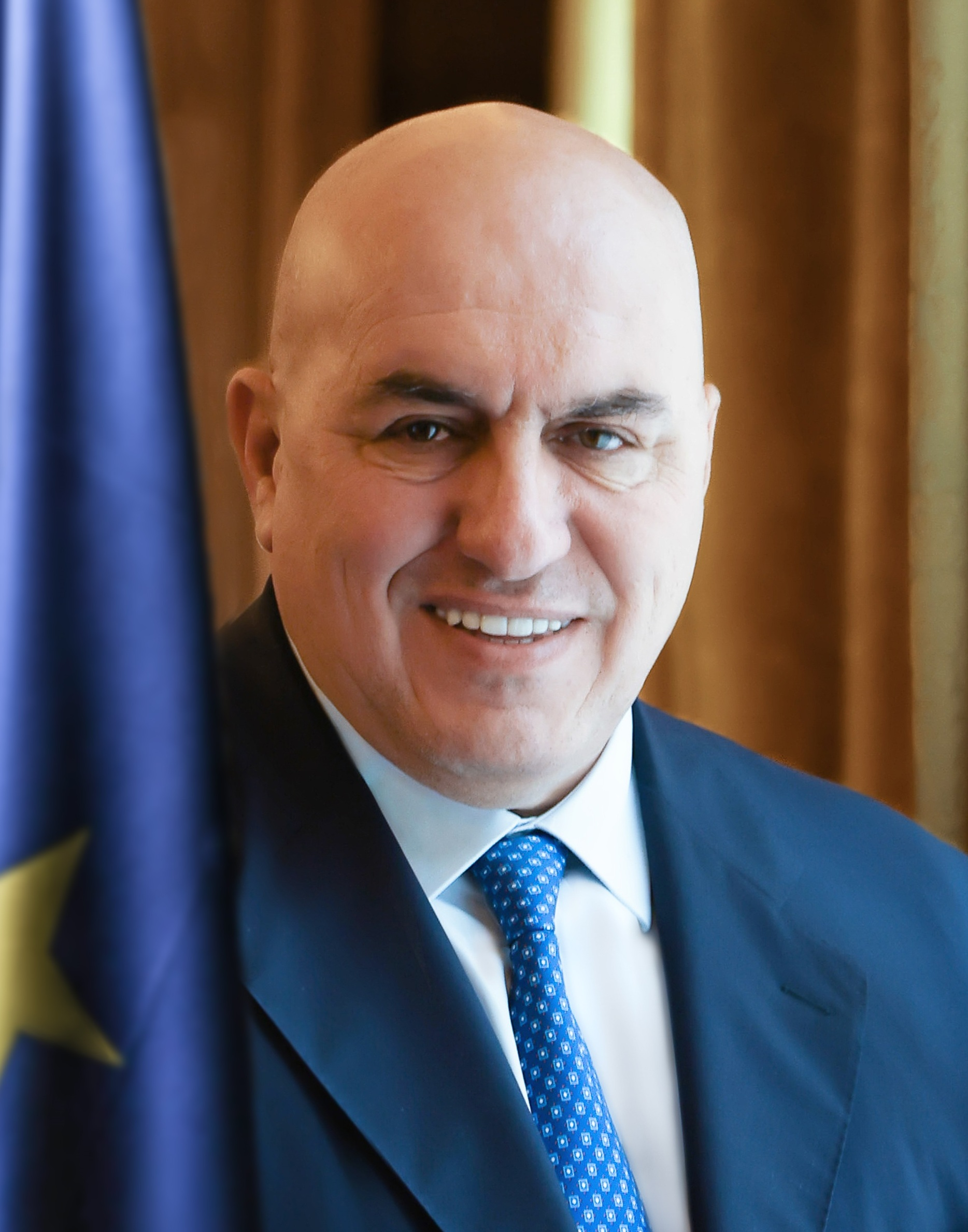
Guido Crosetto (2022)

Guido Crosetto (geboren 19. September 1963 in Cuneo) ist ein italienischer Unternehmer und Politiker 
(FdI). Seit Oktober 2022 ist er italienischer Verteidigungsminister im Kabinett Meloni.

## Werdegang
Crosetto studierte Wirtschaftswissenschaften an der Universität Turin. Nach dem Tod seines Vaters Anfang der 1990er Jahre brach er sein Studium ab und übernahm die Leitung des Familienunternehmens, das Landmaschinen herstellt. Später gab er fälschlicherweise an, sein Studium abgeschlossen zu haben, musste nach Aufdeckung durch Journalisten seine Aussage aber revidieren. Crosetto war als Unternehmer auch in anderen Bereichen tätig, unter anderem im Tourismus- und Immobiliensektor.
Seine ersten politischen Aufgaben übernahm er in der Jugendorganisation der Democrazia Cristiana. Er war Regionalsekretär der Jugendorganisation in der Region Piemont und landesweit verantwortlich für die politische Fortbildung in der Partei. 1988 wurde er mit 25 Jahren wirtschaftlicher Berater des Ministerpräsidenten Giovanni Goria. Er wurde 1990 zum Bürgermeister von Marene in der Provinz Cuneo gewählt und blieb es bis 2004. Von 1999 bis 2009 war er Abgeordneter und Fraktionsvorsitzender von Forza Italia in der Volksvertretung (Provinzrat) der Provinz Cuneo.
Bei den Parlamentswahlen 2001 kandidierte er für Forza Italia erfolgreich für die Abgeordnetenkammer. Seinen Sitz konnte er bei den Parlamentswahlen 2006 und 2008 verteidigen. Im 2008 vereidigten Kabinett Berlusconi IV war er Staatssekretär unter Verteidigungsminister Ignazio La Russa. Nach der Fusion von Forza Italia mit der Alleanza Nazionale (AN) zur neuen Partei Il Popolo della Libertà (PdL) vertrat er die PdL im Italienischen Parlament und war Mitglied des Parteipräsidium der PdL.
Im Juni 2011 kritisierte er parteiintern den von Finanz- und Wirtschaftsminister Giulio Tremonti vorgelegten Haushaltsentwurf, den er für verrückt erklärte. Nach dem Sturz Silvio Berlusconis als Ministerpräsident und dem Regierungsantritt von Mario Monti distanzierte er sich zusehends von Berlusconi und lehnte eine erneute Kandidatur Berlusconis zum Ministerpräsidenten ab. Aus seiner Opposition zu Berlusconi heraus gründete er im Dezember 2012 zusammen mit den ehemaligen Parteimitgliedern der Alleanza Nazionale Giorgia Meloni und Ignazio La Russa die neue Partei Fratelli d’Italia (FdI).
Nach seiner Kandidatur als Spitzenkandidat von FdI bei der Regionalratswahl 2014 in der Region Piemont, bei der er den vierten Platz belegte, zog sich Crosetto für einige Jahre aus dem politischen Leben zurück und übernahm die Präsidentschaft über den Verband der italienischen Raumfahrt-, Verteidigungs- und Sicherheitsunternehmen (italienisch Federazione Aziende Italiane per l’Aerospazio, la difesa e la sicurezza – AIAD). Nachdem er im Dezember 2017 am Parteitag der Fratelli d’Italia teilgenommen hatte, wurde er im Januar 2018 von Giorgia Meloni zum Koordinator der Partei ernannt. Bei den Parlamentswahlen 2018 kandidierte er erfolgreich auf der Landesliste Lombardei der FdI und zog erneut in die Abgeordnetenkammer ein. Im März 2019 trat er wegen Unvereinbarkeit mit seinem Amt als Präsident des AIAD von allen politischen Ämtern zurück. 2020 wurde Crosetto zum Präsidenten des Rüstungsunternehmens Orizzonte Sistemi Navali ernannt, einem Joint Venture zwischen Fincantieri und Leonardo.
Beim Verfassungsreferendum 2020, bei dem über die Verkleinerung der beiden Kammern des italienischen Parlaments abgestimmt wurde, folgte Crosetto nicht der Parteilinie der Fratelli d’Italia und stimmte gegen die Verkleinerung. Bei der Wahl des italienischen Staatspräsidenten wurde er im Januar 2022 von den Fratelli d’Italia im dritten Wahlgang vorgeschlagen und erhielt 114 Stimmen. Im Vergleich zu den 63 Stimmberechtigten der FdI erreichte er dabei fast doppelt so viele Stimmen. 
Crosetto gilt als einer der engsten Vertrauten von Giorgia Meloni. Nach dem Wahlsieg der FdI bei den Parlamentswahlen 2022, bei denen er nicht antrat, wurde er von der italienischen Presse als mögliches Kabinettsmitglied der neuen Regierung gehandelt.

## Positionen
Im Januar 2024 erklärte Crosetto in einer Rede vor der Abgeordnetenkammer, es sei an der Zeit, mit Diplomatie den Weg für einen Frieden zwischen Russland und der Ukraine zu ebnen. Es gäbe wichtige Signale von beiden Seiten. Die feste Unterstützung des Westens für die Ukraine sei entscheidend, um ernsthafte Verhandlungen zu gewährleisten.
Im Juni 2025, wenige Tage vor dem NATO-Gipfel in Den Haag, sagte Crosetto, dass die NATO „keine Existenzberechtigung mehr“ habe. Die NATO müsse „sich den veränderten Zeiten anpassen“ und mit dem Globalen Süden zusammenarbeiten, um weiterhin Frieden und gegenseitige Verteidigung zu garantieren.